# Aranyfa
Az aranyfa vagy aranycserje (Forsythia), az olajfafélék (Oleaceae) családjába tartozó nemzetség. Felálló vagy lehajló ágú cserjék. Leveleik keresztben átellenesek, a négycimpájú virágaik magányosan vagy csoportosan a nóduszokból lombfakadás előtt vagy azzal egy időben nyílnak a vesszők hosszában. Az aranyfák közepes igényű sokhasznú cserjék, csaknem minden, nem túl száraz talajon szépen díszlenek, napos vagy félárnyékban.
Fás-, esetleg zölddugványozással szaporíthatók. Nagy előnye, hogy fagytűrő, télálló.
Latin nevét William Forsythról, a kensingtoni botanikus kert egykori igazgatójáról kapta. Kínai neve csin-csung, azaz aranycsengő.

## Bókoló aranyfa(Forsythia suspensa)
A nemzetségből nálunk eleinte ezt az ívesen hajló ágrendszerű cserjét ültették. Kínából származik, levelei hosszú hajtásokon többnyire hármasak. Elterjedt változata a var.sieboldii, amelynek vékony, hosszú vesszői legyökeresednek, majd ívesen kúsznak tovább. Ez a változat sűrű ágú fák alá ültetve 4-5 méter magasra a koronába is felkapaszkodik, támfal koronájából hosszan lecsüng.

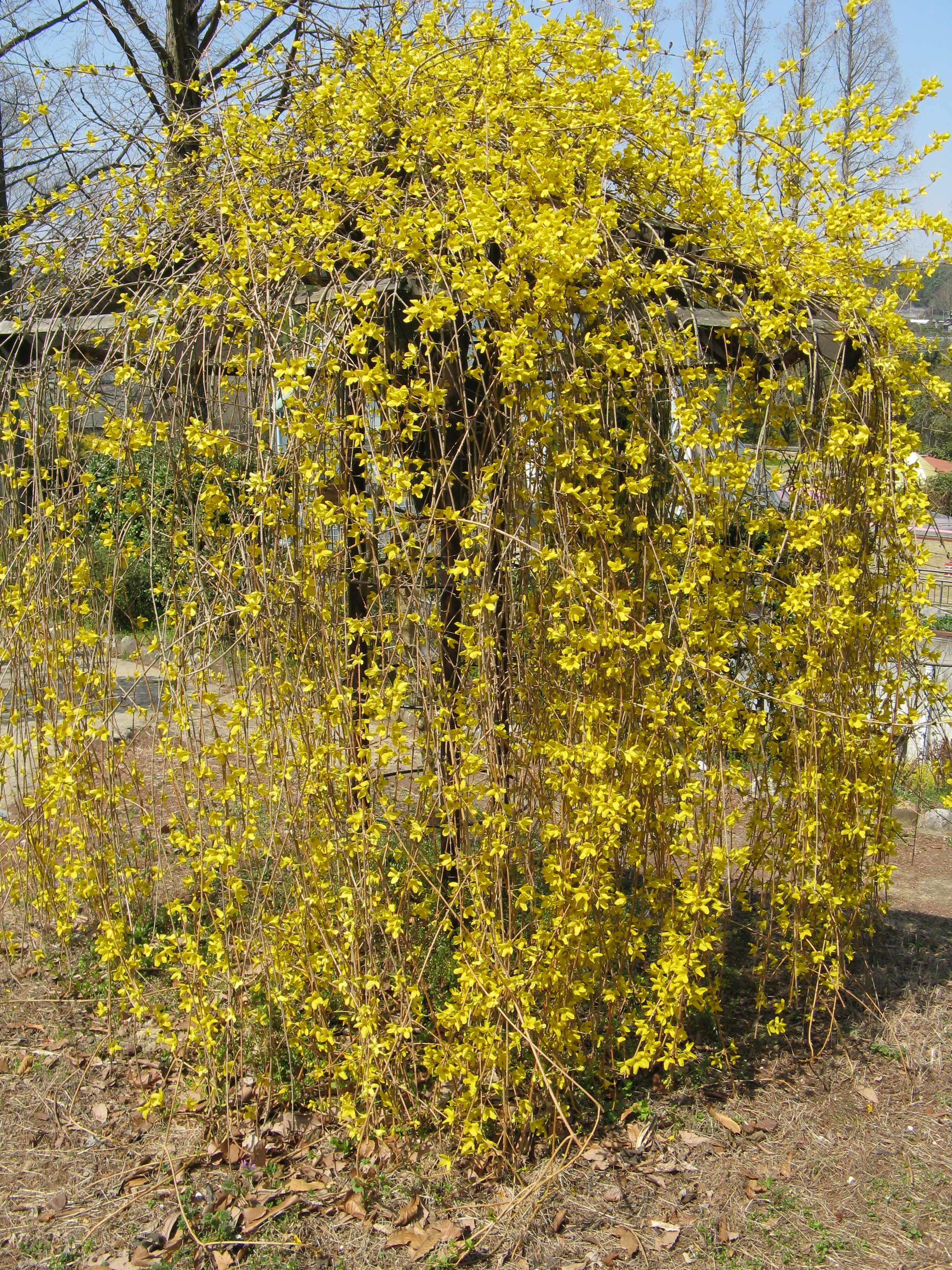
Bókoló aranyfa
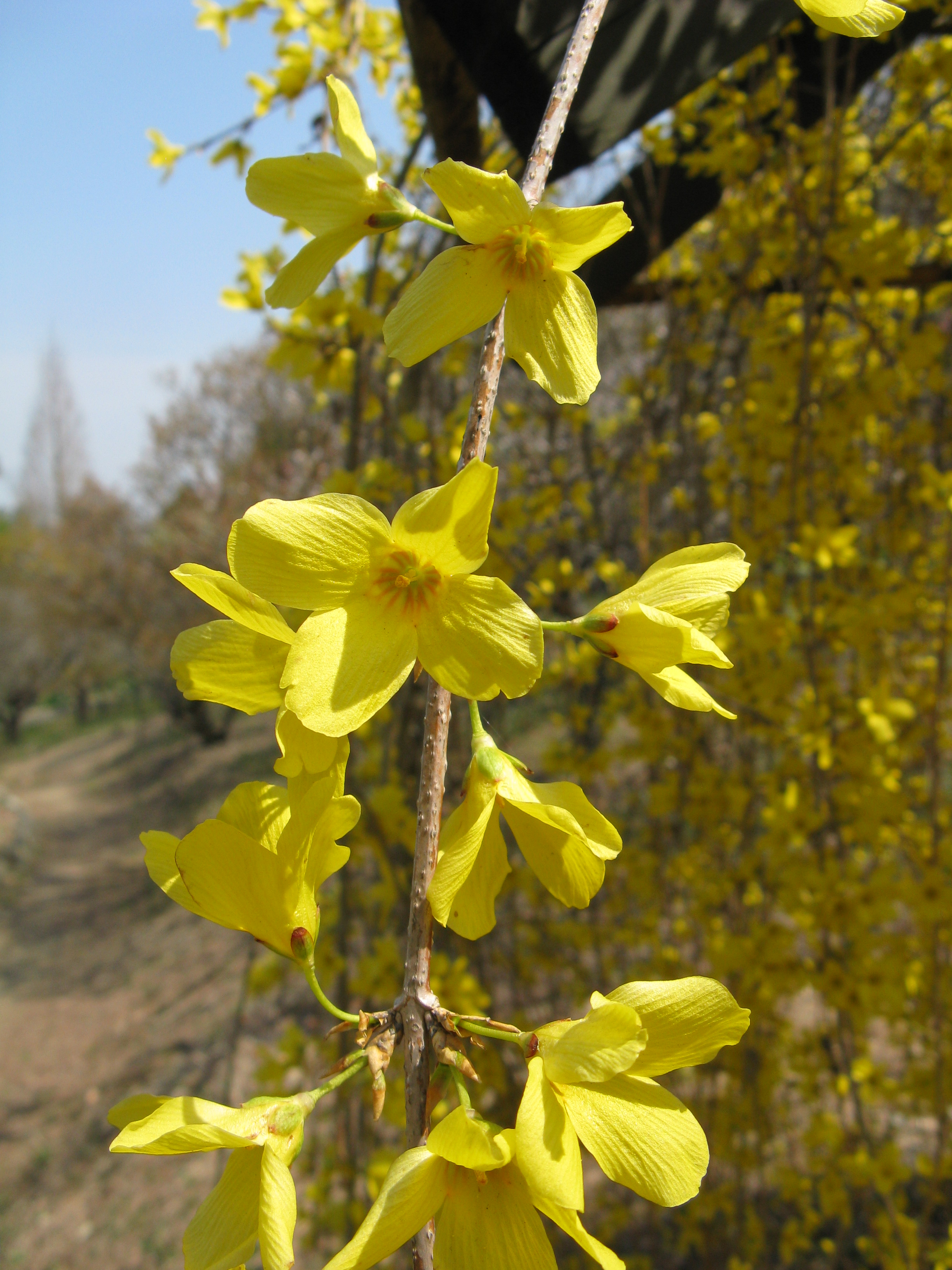
Virágai
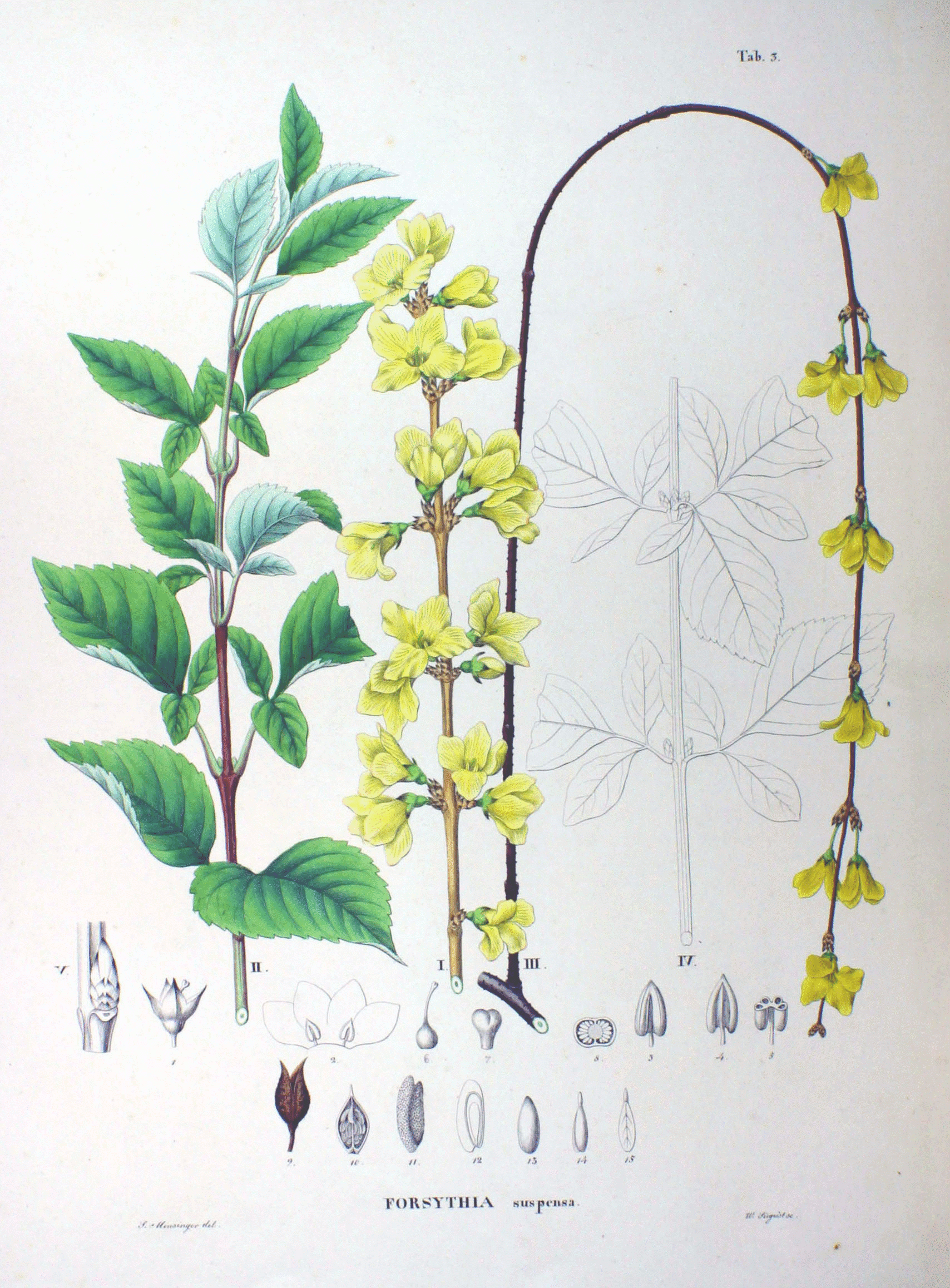
Herbáriumi illusztrációja

## Kerti aranyfa(Forsythia x intermedia)
Hibrid származású faj (Forsythia suspensa x Forsythia viridissima), amely fajtáit ültetik a legelterjedtebben. A fajták a vad szülőfajoktól gazdagabb virágzásukkal különböznek.
Fajták:
Világossárga színűek a Spectabilis, Densiflora, kissé zöldes-aranysárga a Primulina, sötét-okkersárgák a Lynwood, valamint a valószínűtlenül sokatnyíló  Karl Sax.
A Beatrix Farrand tetrapolid fajta, viszonylag kevés, de igen hatalmas okkersárga virágokkal és vaskos levelekkel.
Az alacsony termetűek közül a Minigold terjedt el nálunk, 1-1,2 méter magas gömbölyded bokorrá nő.

## Képek

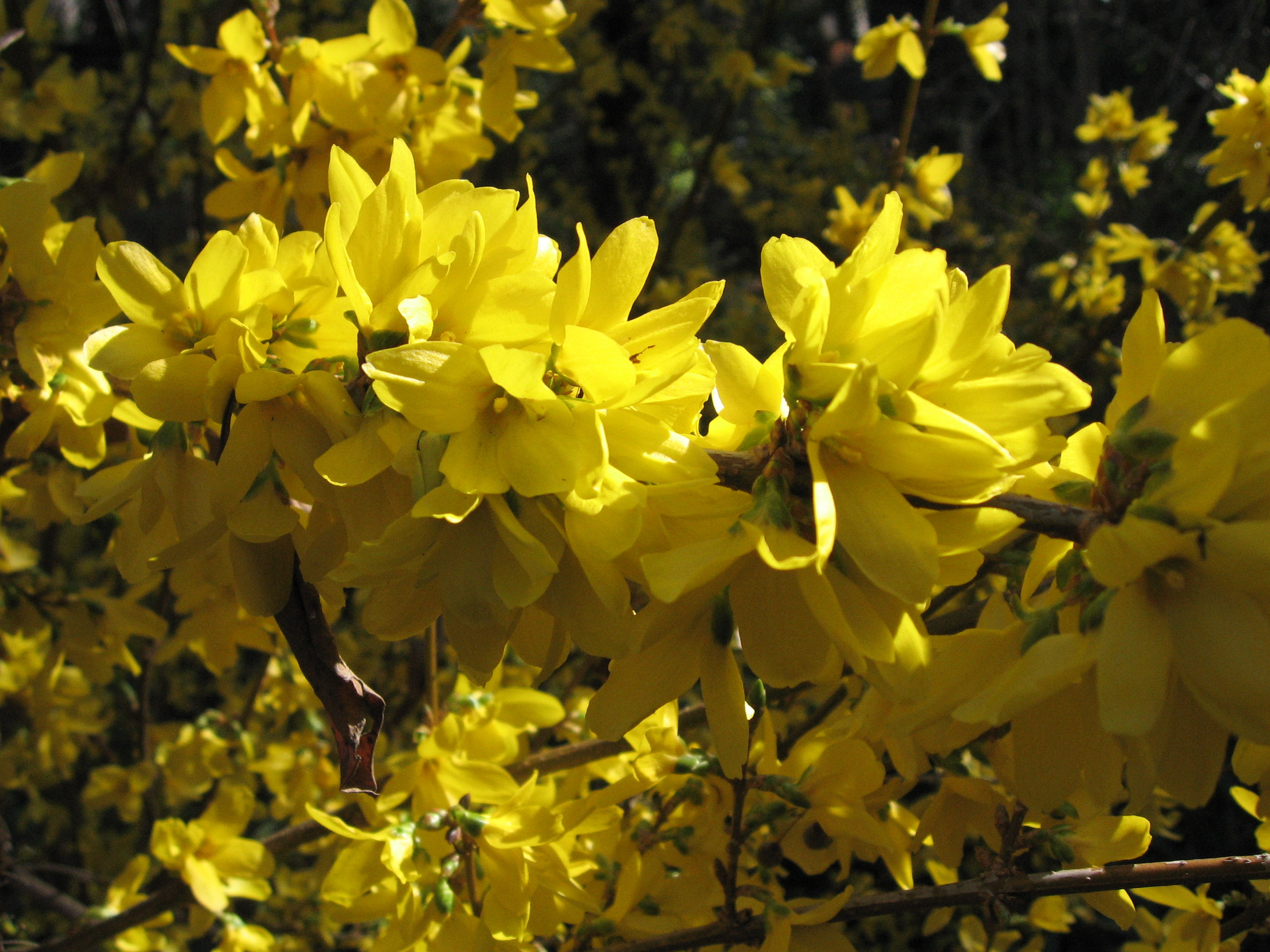
Forsythia intermedia 'Spectabilis'
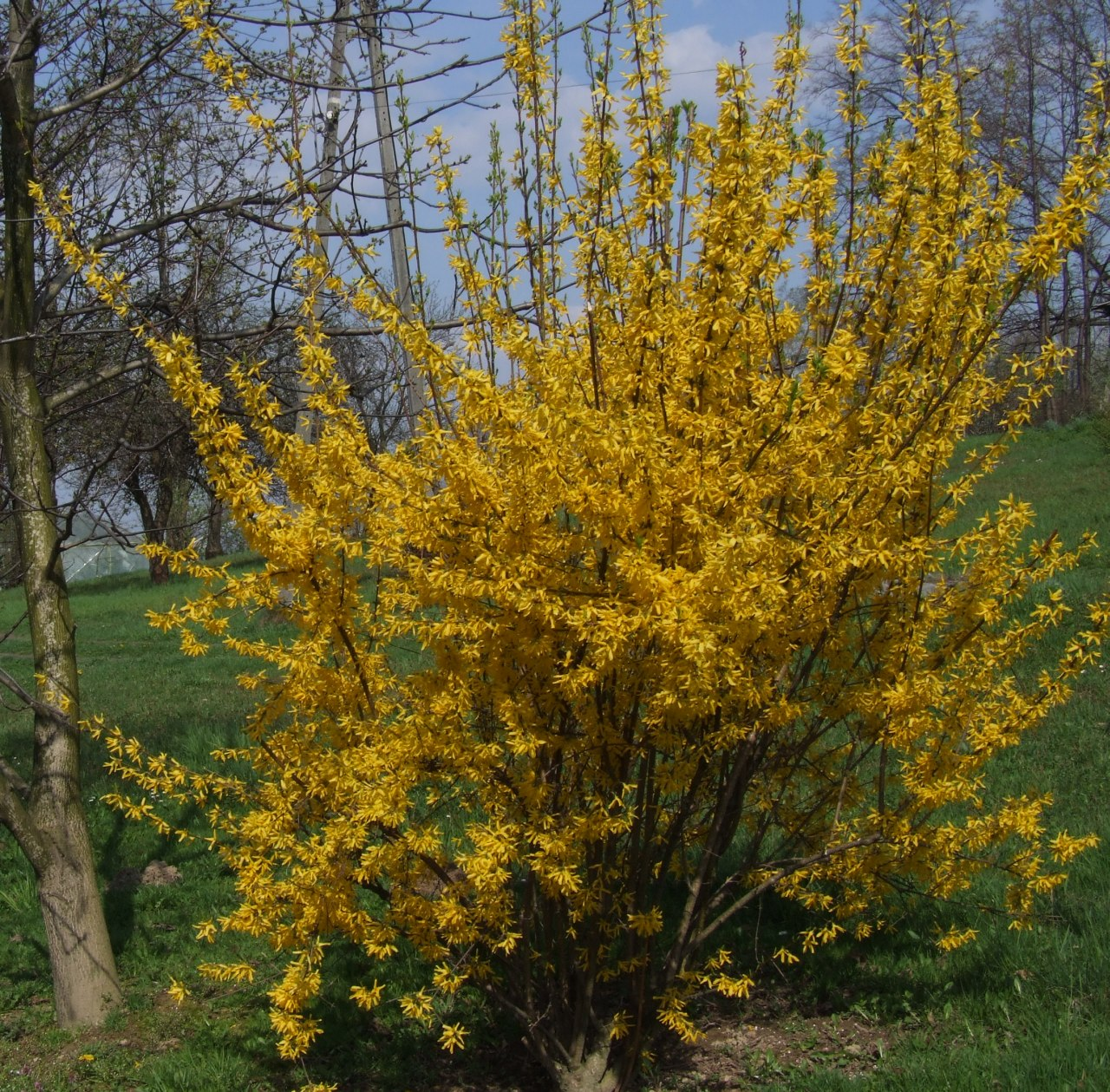
Aranyfa habitusa
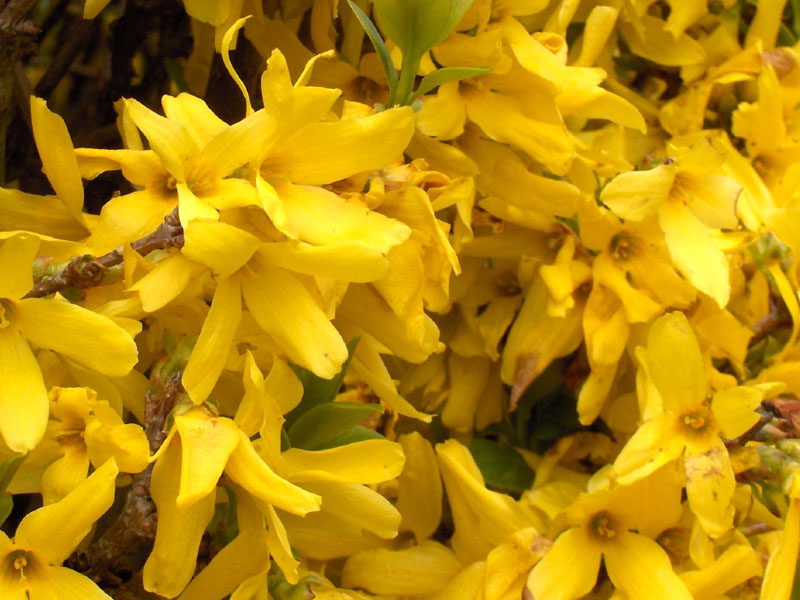
Aranyfa virágai közelről
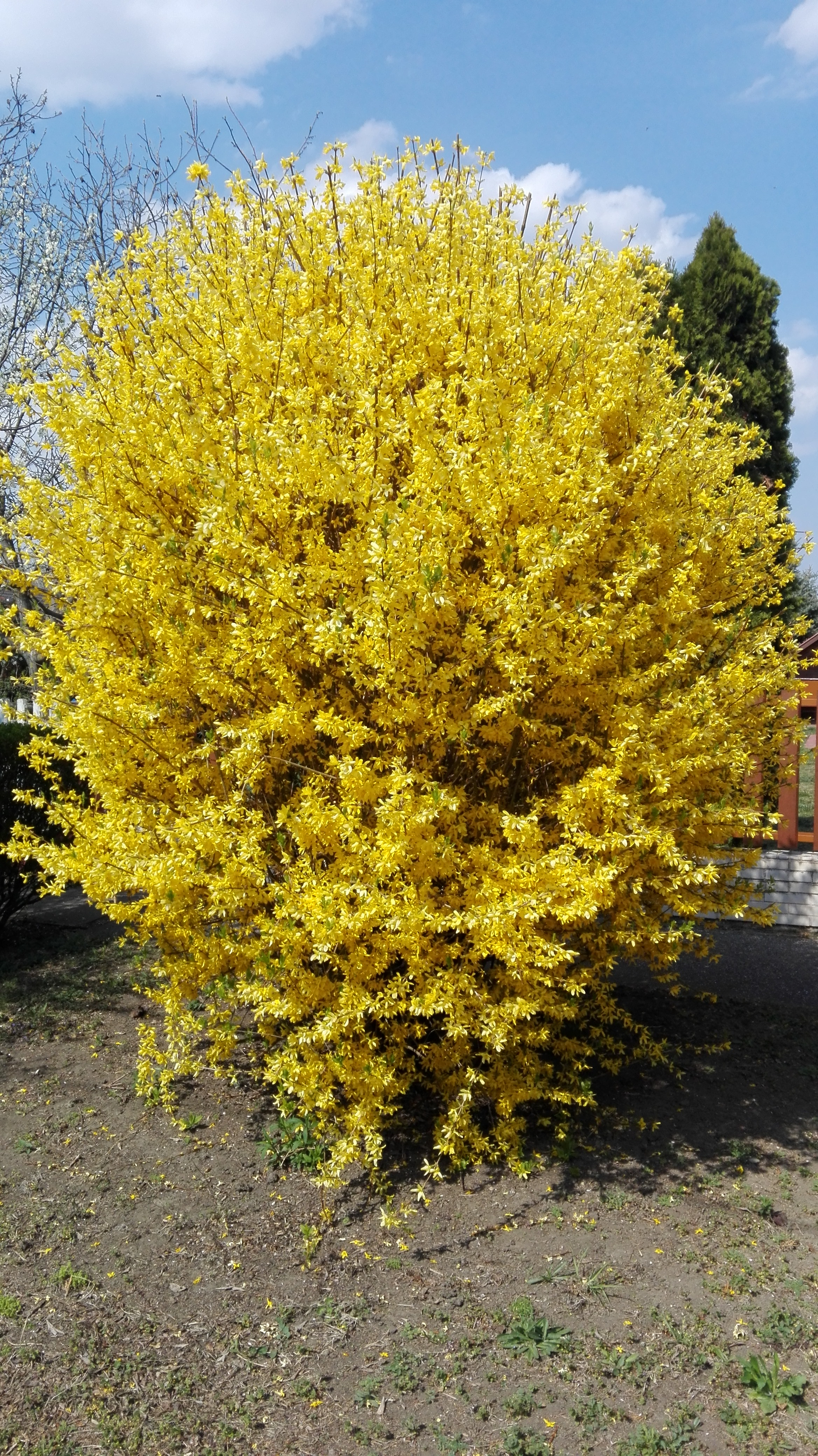
Formára nyírva
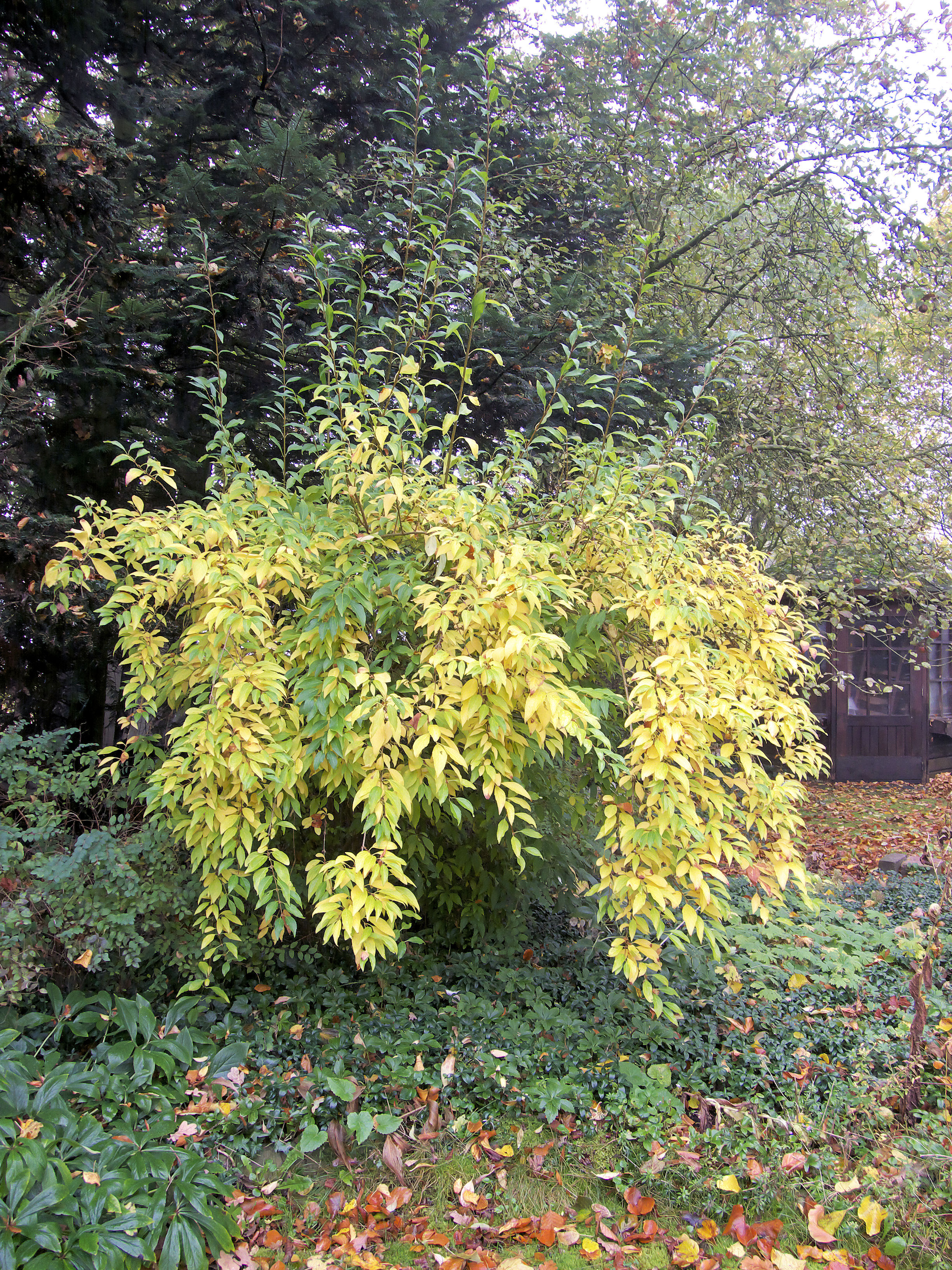
Őszi lombszín
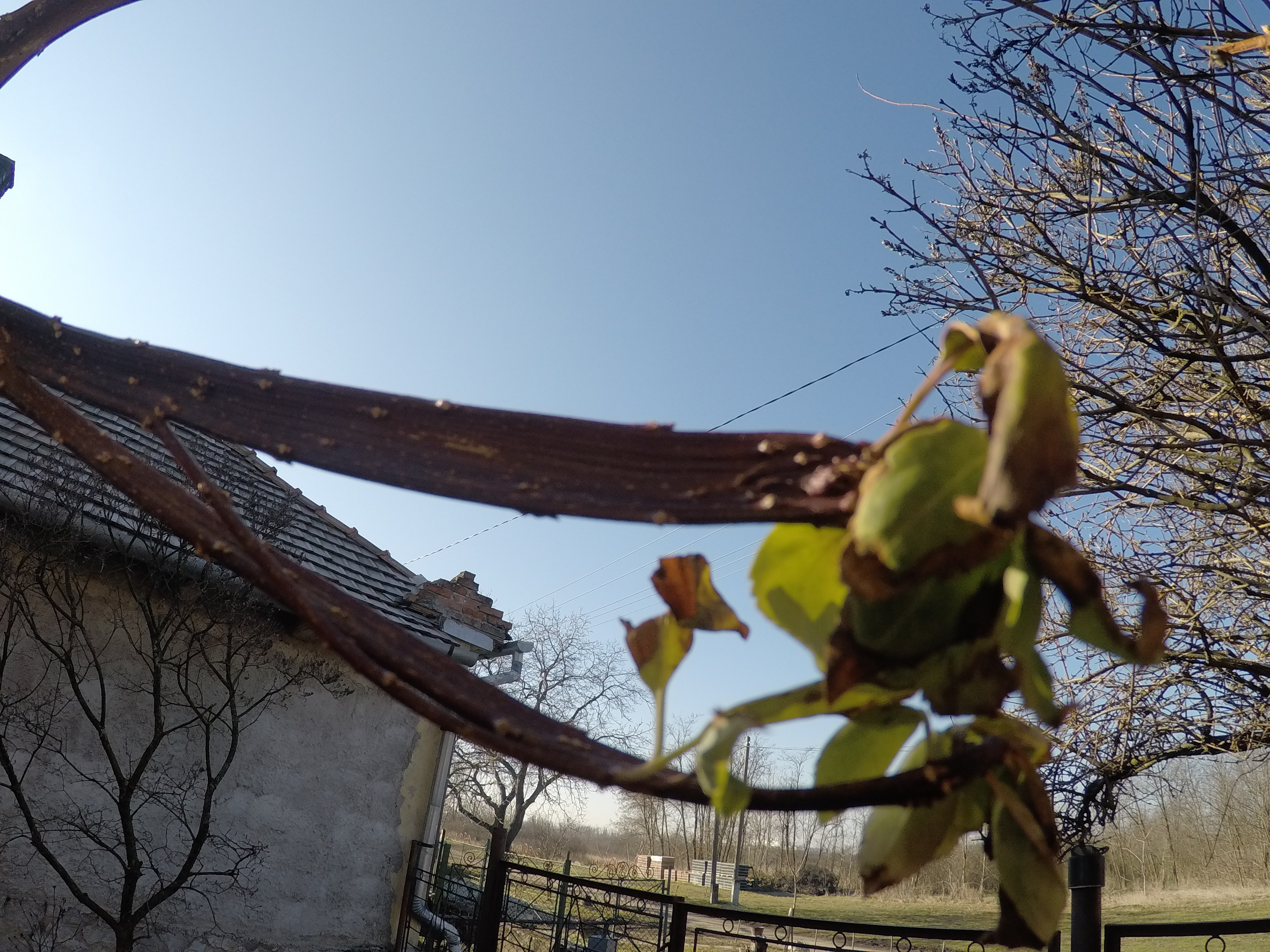
Aranyfa vesszejének szalagszerű eltorzulása

## Koreai aranyfa(Forsythia ovata)
Kelet-ázsiai származású faj, amely fajtái újabban terjednek. Alacsonyabb termetűek, 1,5 méter körüli magasságú és kb 1 héttel korábban virágoznak, mint a többi aranyfa. A Tetragold gazdagon nyílik, sötét-okkersárga színű.